# 直投影
直投影（、英: orthogonal projection）は全ての投影線が投影面と直交する平行投影である。正投影（、英: orthographic projection）とも。

## 概要
平行投影のうち、投影線が投影面と直交するものを直投影という。直交しないものは斜投影という。
対象の正面を投影面と平行にして直投影をおこなうと、対象の側面が像として見えなくなる。これは正面と側面が同時に投影できる斜投影と対照的である。このため正面を向いた対象を直投影する場合、互いに直交する複数の投影面へ直投影することが多い。これは主投影（、英: principal projection）あるいは 英: multiview orthographic projection と呼ばれる（詳細は正投影図）。
直軸測投影は直投影の一種（アクソノメトリックな直投影）である。

## 図例

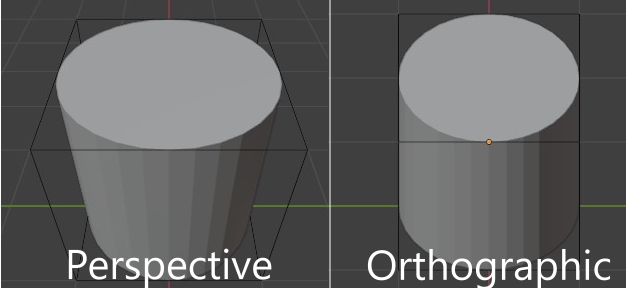
斜め上から観察した円柱

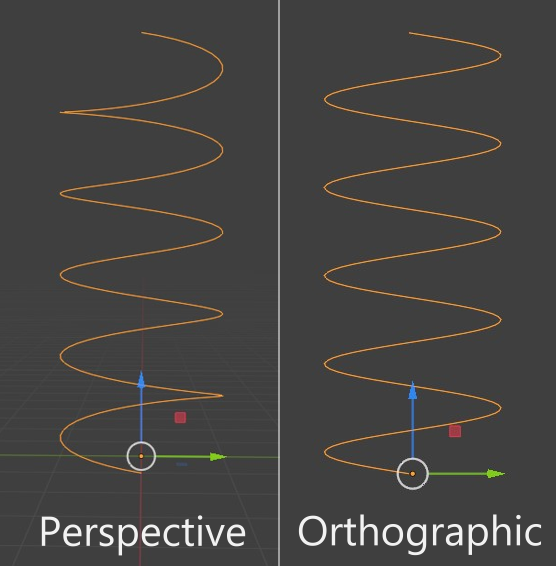
正面から観察した螺旋

典型的な3D図形に対する直投影図を以下に示す。
斜め上から観察した円柱（図参照）では円が縦に潰れることがわかる。透視投影図のような遠近による大きさの変化が無いことが黒枠からわかる。
正面から観察した螺旋（図参照）では縦方向の正弦波に投影されることがわかる。これは螺旋の式より明らかである。

## 名称
直投影は様々な別名で呼ばれる。以下はその一例である：
- 直投象（）
- 直角投影（、英: right projection）[8]
- 垂直投影（）[2]
- 正投影（）[3][4][9]
- 正射投影, 正射投象
- 正射影
- 英: normal projection
- 英: perpendicular projection
- 英: orthographic projection

「正投影」はいくつかの用法があるため注意が必要である。